# 맨 온 와이어
《맨 온 와이어》(영어: Man on Wire)는 2008년 공개된 다큐멘터리 영화이다.

## 출연

### 주연
- 필리페 페팃

### 조연
- 데이비드 포먼
- 폴 맥길
- 짐 무어

## 기타
- 공동제작: 모린 A. 라이언
- 미술: 샤론 로모프스키
- 의상: 까뜨린 닉슨

## 같이 보기
- 하늘을 걷는 남자